# 大塚商会
株式会社大塚商会（おおつかしょうかい、英: OTSUKA CORPORATION）は、システムインテグレーション(SI)事業を展開するIT企業である。JPX日経インデックス400の構成銘柄の一つ。

## 概要
大塚実により、1961年7月17日創業（会社設立は同年12月13日）。創業当初はジアゾ式複写機と感光紙の販売を行っていたが、後にオフィスコンピュータやFAXなどのOA機器商社として急成長を遂げ、パーソナルコンピュータや企業ネットワークの普及に伴ってソリューションプロバイダへ事業領域の拡大を果たした。
現在は、コンピュータ・ネットワーク関連のシステムインテグレーション事業と、コンピュータ機器の保守、アウトソーシングを中核とするサービス&サポート事業「たよれーる」、事務機器用品・LED照明・オフィス雑貨を中心とするカタログ通販サービス&サポート事業「たのめーる」の3事業を中核としている。
同社は2000年から障害者が働きやすい職場を目指しておりダイレクトメール発送等の業務を行うなど障害者雇用に積極的な企業として知られている。
大塚製薬や大塚化学、大塚食品などを傘下に持つことで知られる「大塚ホールディングス」、および大塚家具（IDC。現在はヤマダデンキの店舗ブランドの一つ）とは特に関係がない。
所属団体はJCSSA、東京商工会議所など。

## 沿革
- 1961年 - 7月17日 東京都千代田区秋葉原で創業。12月13日に株式会社として法人登記。取扱商品はジアゾ式複写機と感光紙。
- 1962年 - 大森支店を開設。
- 1963年 - 新宿支店を開設。
- 1964年 - 赤羽支店、亀戸支店を開設。
- 1965年 - 大阪支店（現在の関西支社）、港支店を開設。
- 1966年 - 南支店、日本橋支店を開設。
- 1967年 - 第2大塚ビル（大森支店）竣工、第3大塚ビル（赤羽支店）竣工。
- 1968年 - 第1大塚ビル（本社：水道橋）ビル竣工。渋谷支店を開設。
- 1969年 - 台東支店、銀座支店、池袋支店を開設。
- 1970年
  - オフィスコンピュータ事業を始める。
  - 第4大塚ビル（亀戸支店）、第5大塚ビル（新宿支店）竣工。五反田支店、杉並支店、江戸川支店、浪速支店、千代田支店、赤坂支店、川口支店を開設。
- 1971年 - 三鷹支店、田端支店、東大阪支店を開設。
- 1972年 - 世田谷支店を開設。
- 1973年 - 第6大塚ビル（大阪支店）竣工。川崎支店、北支店を開設。
- 1974年 - 横浜支店、四谷支店、上大岡支店を開設。
- 1975年 - 第7大塚ビル（川口支店）、第8大塚ビル（田端支店）竣工。神田支店、浦和支店、足立支店、淀川支店、立川支店、江東支店を開設。
- 1976年 - 第9大塚ビル（横浜支店）竣工。
- 1978年 - 大阪支社（現：関西支社）を設立。八重洲支店、川崎北支店、船橋支店、四ツ橋支店、守口支店、練馬支店、文京支店を開設。
- 1979年
  - オフィスコンピュータ用基幹系ソフトウェア「SMILE」発売。
  - 第10大塚ビル（船橋支店）竣工。代々木支店、池上支店、八王子支店、千葉支店、堺支店、尼崎支店を開設。
- 1980年 - 大和支店、越谷支店を開設。
- 1981年
  - パソコン、ワープロ事業を始める。
  - 第11大塚ビル（横浜支店新館）竣工。
- 1982年
  - 大塚OAセンター八重洲開設。藤沢支店、松戸支店を開設。
  - 富士見建設（現：ネットプラン）を子会社化。
- 1983年 - 平塚支店、所沢支店、神戸支店を開設。
- 1984年
  - CAD事業を始める。CADソフトウェア「PC-CAD」発売。大塚システムエンジニアリング（現：OSK）設立。
  - 虎ノ門支店、国分寺支店、葛西支店、平野支店を開設。
- 1985年
  - ホテル事業を始める。ホテルニューさがみや（静岡県熱海市）オープン。
  - 板橋支店、駿河台支店を開設。
- 1986年
  - ワープロソフト「オーロラエース」発売。
  - 新都心支店、自由が丘支店、蒲田支店、熊谷支店を開設。
- 1987年
  - ネットワーク事業を始める。ホテル琵琶レイクオーツカ（滋賀県大津市）オープン。大塚オートサービス設立。
  - 厚木支店を開設。
- 1988年
  - ホテル一宮シーサイドオーツカ（千葉県一宮町）オープン。
  - 青山支店、佐倉支店、相模原支店を開設。
- 1989年
  - 市川物流センター・大塚システム研究所（千葉県市川市）竣工。
  - 茨木支店を開設。
- 1990年 - 大森ビル、南大塚ビル竣工。京都支店、八丁堀支店、大塚支店、西本町支店、川越支店、名古屋支店（現：中部支店）を開設。ネットワールド設立。
- 1991年
  - ホテルいじか荘（三重県鳥羽市）オープン。
  - 新宿ビル、立川ビル、大宮ビル竣工。福岡支店（現在の九州支店）を開設。
- 1992年
  - 大塚シスネット設立。
  - 亀戸ビル竣工。人形町支店、横浜北支店、幕張支店を開設。
- 1993年
  - PC版業務用ソフト「PC-SMILEα」シリーズ発売。
  - 第2新宿ビル竣工。宇都宮支店、αランド1号店（福岡市）を開設。
- 1994年 - 札幌支店、三河支店を開設。
- 1995年 - インターネットサービスプロバイダ事業を始める。グループウェアソフト「Joinus-PC」が情報処理推進機構のソフトウェアプロダクツオブイヤーを受賞。
- 1996年
  - アルファテクノ設立。ゼネラルリサーチ（現：アルファシステム）を子会社化。
  - 府中支店、福生支店、春日部支店、市原支店、広島支店を開設。
- 1997年
  - テンアートニー（現：サイオステクノロジー)、合弁会社震旦大塚有限公司（現：大塚資訊科技）、アルファネットワーク24（現：アルファネット）設立。
  - 名古屋・三河支店を統括する中部支社を開設。柏支店を開設。
- 1998年 - ネットワークセキュリティ事業を始める。東京CTOセンターでISO9002を取得。ホテル一宮シーサイドオーツカに研修棟「αプラザ」オープン。
- 1999年 - オフィスサプライ通販事業「たのめーる」、ASP事業「アルファメール」開始。
- 2000年
  - 東京証券取引所市場第一部に上場。
  - 「大塚インターネットデータセンター」を千葉県市川市に設立。宇都宮ビル竣工。首都圏支社[注 1] を開設。国内15拠点でISO14001の認証を取得。
- 2001年 - 上海華之桜合弁企業を設立。天王洲支店を開設。
- 2002年 - 中国・上海に初のソフトウェア開発拠点を開設。
- 2003年 - 東京都千代田区飯田橋に新本社ビル竣工。中国・上海に欧智卡貿易有限公司[注 2] を設立。αランド全店閉鎖、S&D事業部を解消。
- 2004年 - 子会社のテンアートニ[注 3] が東証マザーズに株式上場。
- 2005年 - プライバシーマークの認定。
- 2008年 - ライオン事務器と業務・資本提携。

## 主要取引先
- リコー
- 日本電気
- 日本アイ・ビー・エム
- 日本ヒューレット・パッカード （旧・コンパックコンピュータ）
- キヤノンシステムアンドサポート

## 連結子会社
- OSK（議決権保有割合：100％）（2022年12月現在）[7]
- ネットプラン
- アルファシステム
- ネットワールド
- アルファテクノ
- アルファネット
- 大塚オートサービス

## テレビCM
犬型のキャラクター「たのくん」がOA機器や事務用品の名称を用いた駄洒落（例：サイズは、A4でええよん など）を披露し、ダダすべりするというオチがある。声優は伊沢弘が担当した。

## 提供番組
過去の提供も含む。
- スーパーJチャンネル（テレビ朝日）
- NNN朝のニュース（日本テレビ）
- NEWS23（TBS系列、『NEWS23X』時代から）
- 土曜プレミアム（フジテレビ系列、『ゴールデン洋画劇場』時代から）
- 風景の足跡（テレビ東京系列、一社提供）

## 不祥事
- 2020年（令和2年）までに、広島県および広島市が発注するコンピュータ機器の入札において他社とともに受注調整に参加した。後に、このことが表面化[8]、2022年（令和4年）10月6日、公正取引委員会は、談合に参加した各社に対して私的独占の禁止及び公正取引の確保に関する法律（独占禁止法）第3条（不当な取引制限の禁止）の規定に違反したとして排除措置命令及び課徴金納付命令を発出。さらに広島市は指名停止9か月の処分を課した[9]。